# Lijst van rijksmonumenten in de Frankestraat
De Frankestraat in de stad Haarlem telt 14 inschrijvingen in het rijksmonumentenregister. Hieronder een compleet overzicht van de rijksmonumenten in de Frankestraat.
| Object | Oorspronkelijke functie? | Bouwjaar         | Architect            | Locatie                                        | Coördinaten?                 | Nr.?  | Afbeelding |
| --- | ------------------------ | ---------------- | -------------------- | ---------------------------------------------- | ---------------------------- | ----- | --- |
| Pand met trapgevel, aansluitend bij nr 15 | Woonhuis                 | begin 17e eeuw   |                      | Frankestraat 13                                | 52° 22' 47" NB, 4° 38' 8" OL | 19077 | Meer afbeeldingen |
| Pand met trapgevel | Woonhuis                 | begin 17e eeuw   |                      | Frankestraat 15                                | 52° 22' 47" NB, 4° 38' 8" OL | 19078 | Pand met trapgevel |
| Pand met lijstgevel, met fraaie gevelsteen, kleine roedenverdeling in vensters, 2 ingangen | Woonhuis                 | 18e eeuw         |                      | Frankestraat 27                                | 52° 22' 46" NB, 4° 38' 7" OL | 19079 | Meer afbeeldingen |
| Pand met lijstgevel | Woonhuis                 | eind 18e eeuw    |                      | Frankestraat 33                                | 52° 22' 46" NB, 4° 38' 7" OL | 19080 | Meer afbeeldingen |
| Pand met lijstgevel | Woonhuis                 | 19e eeuw         |                      | Frankestraat 35                                | 52° 22' 45" NB, 4° 38' 7" OL | 19081 | Meer afbeeldingen |
| Fraai pand met rechte gootlijst, onder hoog zadeldak, kruisvensters waarboven afwisselend bogen en rechte strekken, hardstenen blokversiering, rijkelijk in de gevel zijn toegepast                                                                                     | Woonhuis                 | aanvang 17e eeuw |                      | Frankestraat 37                                | 52° 22' 45" NB, 4° 38' 7" OL | 19082 | Meer afbeeldingen |
| Pand met lijstgevel | Woonhuis                 | 18e eeuw         |                      | Frankestraat 45                                | 52° 22' 44" NB, 4° 38' 6" OL | 19084 | Meer afbeeldingen |
| Pand met klokgevel | Woonhuis                 | 18e eeuw         |                      | Frankestraat 16                                | 52° 22' 47" NB, 4° 38' 8" OL | 19085 | Pand met klokgevel |
| Poort met rechte kroonlijst en ondiepe nissen | Woonhuis                 | 18e eeuw         |                      | Frankestraat 18A                               | 52° 22' 46" NB, 4° 38' 7" OL | 19086 | Poort met rechte kroonlijst en ondiepe nissen |
| Pand met lijstgevel | Woonhuis                 | 18e eeuw         |                      | Frankestraat 20                                | 52° 22' 46" NB, 4° 38' 7" OL | 19087 | Pand met lijstgevel |
| Pand met klokgevel met aan weerszijden voluten | Woonhuis                 | 18e eeuw         |                      | Frankestraat 22                                | 52° 22' 46" NB, 4° 38' 7" OL | 19088 | Meer afbeeldingen |
| Administratiekantoor/ingang van de Doopsgezinde Kerk gebouwd pand, voorzien van een poortvormige ingang opgetrokken in baksteen, afgewisseld met natuurstenen blokken en banden en uitgevoerd in een mengvorm van neorenaissance en Jugendstil                          | Kerk en kerkonderdeel    | ca. 1902         | P. Kleiweg Dyserinck | Frankestraat 24                                | 52° 22' 46" NB, 4° 38' 7" OL | 19089 | Meer afbeeldingen |
| Schuin in de rooilijn staand pand, waarin gehuisvest de Herenkamer, onder afgeplat schilddak met leien gedekt, opgetrokken in baksteen, afgewisseld met natuurstenen blokken en banden, in een mengvorm van neorenaissance en Jugendstil                                | Woonhuis                 | ca. 1902         | P. Kleiweg Dyserinck | Frankestraat 24 (pand bij nr.)                 | 52° 22' 46" NB, 4° 38' 7" OL | 19090 | Schuin in de rooilijn staand pand, waarin gehuisvest de Herenkamer, onder afgeplat schilddak met leien gedekt, opgetrokken in baksteen, afgewisseld met natuurstenen blokken en banden, in een mengvorm van neorenaissance en Jugendstil |
| Bijgebouw ter huisvesting van het predikfonds, opgetrokken in baksteen op natuurstenen sokkel en voorzien van natuurstenen blokken en banden, uitgevoerd in neorenaissance trant, onder pannen zadeldak met trapgevel aan zijde Frankestraat, bekroond door een fronton | Woonhuis                 | ca. 1896         |                      | Frankestraat 0 (hk. Peuzelaarsteeg -bijgebouw) | 52° 22' 45" NB, 4° 38' 6" OL | 19091 | Meer afbeeldingen |

Centrum:
Bakenessergracht ·
Frankestraat ·
Gedempte Oude Gracht ·
Gierstraat ·
Groot Heiligland ·
Grote Houtstraat ·
Grote Markt ·
Jansstraat ·
Kenaupark ·
Klein Heiligland ·
Kleine Houtstraat ·
Kleine Houtweg ·
Koningstraat ·
Nieuwe Gracht ·
Parklaan ·
Spaarnwouderbuurt ·
Wilhelminastraat ·
Zijlstraat

Zuid-West:
Florapark ·
Floraplein ·
Wagenweg 

Haarlem-Oost

Schalkwijk

Noord:
Begraafplaats Kleverlaan ·
Spaarndam 